# Grupo de Artillería Blindado 1
El Grupo de Artillería Blindado 1 "Cnel. Martiniano Chilavert" (GA Bl 1) es una unidad táctica de artillería del Ejército Argentino con asiento de paz en la guarnición militar de Azul, provincia de Buenos Aires, y con dependencia orgánica de la I Brigada Blindada.
El GA Bl 1 en la guarnición militar de Azul comparte estas instalaciones con el RC Tan 10 "Húsares de Pueyrredón", otra unidad táctica de la gran unidad de combate.

## Historia
La unidad se constituyó el 28 de febrero de 1921. A lo largo de su historia, cambió de asiento y denominación en varias ocasiones. En 1961 adoptó el nombre Grupo de Artillería Blindado 1 y en 1964 se asentó en Azul.
En 1974 la guerrilla Ejército Revolucionario del Pueblo atacó al cuartel del Grupo de Artillería Blindado 1. Los guerrilleros secuestraron al jefe de la unidad teniente coronel Jorge Roberto Ibarzábal. Diez meses después lo asesinaron. En el incidente también fue asesinado el coronel Camilo Gay y su esposa Nilda Cazaux y el soldado Daniel González.
El Grupo de Artillería Blindado 1 integró el Agrupamiento B que se desplazó a la provincia de Tucumán por orden del Comando General del Ejército para reforzar la V Brigada de Infantería que llevaba adelante el Operativo Independencia. El Agrupamiento B se turnaba con los Agrupamientos A y C, creados para el mismo fin.

## Actualidad
En 2018 pasaron a retiro los cañones de 155 mm autopropulsados AMX MK F3. Fueron reemplazados por cañones CITER 155 mm remolcados. Mientras tanto se gestiona la adquisición de una dotación cañones de 155 mm autopropulsados M109 norteamericanos.